# Brandy Talore
Brandy Talore (Toledo, Ohio; 2 de febrero de 1982) es una actriz pornográfica estadounidense. Ha rodado más de 250 películas desde que debutara en 2004. Es famosa por su "dulce imagen de vecinita" (en inglés girl-next-door) y por sus grandes senos naturales (36DDD). Su apellido se pronuncia "Taylor".

## Primeros años
Creció en Genoa (Ohio), en un suburbio de Toledo, en donde fue a la escuela pública. Ha declarado que fue una marimacha durante su niñez. Durante el bachillerato, jugaba al softball y fue animadora. Perdió la virginidad a la edad de 17 años con doble penetración en la secundaria. Durante los recreos se la veía agachada "Soplando la vela" Brandy es su nombre real mientras que Talore es su nombre artístico. Debutó como modelo bajo el nombre de Biandbusty logrando, rápidamente, ser muy popular entre los aficionados de las mujeres de grandes senos en Internet. Su primer intento de tener un sitio en la Web fue Brandy's Playground, sin embargo este nunca llegó a materializarse. Talore también hizo de modelo para equipos automovílisticos posando tanto vestida (en uniformes) como desnuda. Al comenzar a trabajar como estríper, utilizó ya el nombre de Brandy Taylor pero tuvo que abandonarlo rápidamente por problemas legales. Es entonces cuando optó por cambiarlo por el de Brandy Talore.

## Carrera
Después de estudiar inicialmente para masajista, encontró trabajo como modelo en la empresa Gap. Ahí fue descubierta por un fotógrafo de la revista SCORE. Al ser menor de edad, en aquel momento, se negó a posar desnuda para él. Ya con la mayoría de edad reconsideró la idea y comenzó a posar tanto en topless como desnuda en varias revistas masculinas como 'Hustler's Busty, SCORE, Voluptuous, y Gent. Hizo lo propio para varios sitios pornográficos en internet.
En 2004, tras dos años posando desnuda comenzó a aparecer en películas pornográficas después de asegurarse que toda su familia estuviese de acuerdo. A pesar de tener 22 o más, en muchos de sus videos ha afirmado tener 18 años de edad, posiblemente para alimentar las fantasías de sus seguidores. En una entrevista, dijo que su primera escena hardcore fue para Digital Sin, junto al actor Ben English y que se negó a tener sexo anal delante de la cámara.
En 2007, creó su propio sitio web llamado Club Brandy donde ofrece material exclusivo.
Para el año 2017, Brandy Talore había aparecido en 278 películas para adultos. Desde 2017, no ha participado en rodajes de estudios para películas para adultos, aunque no ha anunciado oficialmente su retiro de la industria.
El 27 de septiembre de 2007, Brandy Talore tuvo a su segundo hijo, dando a luz a una niña.

## Premios
- 2006 Premio F.A.M.E. a la actriz revelación del año (premio que compartió con la actriz Alektra Blue).[10]

## Vida personal
De acuerdo a una entrada en su blog de MySpace, Brandy dio a luz a su segunda hija el 27 de septiembre de 2007.